# 건양대학교 병설 건양고등학교
건양대학교 병설 건양고등학교(建陽大學校 倂設 建陽高等學校)는 대한민국 충청남도 논산시 양촌면 남산리에 있는 사립 고등학교이다.

## 학교 연혁
- 1979년 8월 26일 : 학교법인 인수학원 김희수 이사장 취임
- 1980년 5월 16일 : 건양학원으로 법인명 변경(개교기념일)
- 1982년 10월 18일 : 양촌고등학교 설립인가 (12학급)
- 1982년 10월 23일 : 현 본관 신축 준공(32개 교실)
- 1983년 3월 4일 : 양촌고등학교 개교
- 1984년 10월 17일 : 별관 준공
- 1985년 11월 15일 : 생활관 준공
- 1994년 3월 1일 : 건양고등학교로 교명 변경, 건양고등학교 12학급 인가
- 2002년 12월 3일 : 인성관(기숙사) 준공
- 2008년 11월 29일 : 다목적 강당 및 인조잔디 운동장 준공
- 2009년 7월 10일 : 사교육 없는 학교 선정
- 2009년 10월 19일 : 기숙형고등학교 선정
- 2011년 3월 29일 : 명곡학사 준공
- 2013년 3월 1일  : 건양대학교병설 건양고등학교로 교명변경
- 2016년 3월 2일 : 기숙형 자율학교 선정(2년간)
- 2019년 6월 19일 : 학교법인 건양교육재단으로 법인명 변경
- 2020년 3월 1일 : 고교학점제, 지식재산일반 선도학교 선정
- 2023년 2월 9일 : 제38회 졸업식
- 2023년 3월 1일 : 제10대 김관중 교장 취임

## 참고 자료
- 건양대학교 병설 건양고등학교 - 한국교육학술정보원 학교알리미